# Caricatura periodística

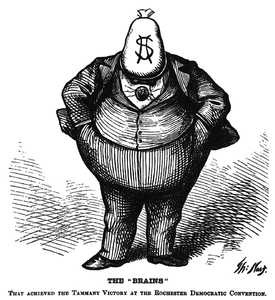
Autor: Thomas Nast (Public Domain)

La caricatura periodística  es un género iconográfico de opinión, donde el autor presenta una interpretación de los hechos empleando recursos psicológicos o retóricos con el apoyo de un pequeño texto. Tiene un objetivo crítico y en ocasiones editorial. Es una caricatura en la cual se representa de manera distorsionada a una persona, un objeto o una acción. El objetivo de esta ilustración es exagerar algún defecto o rasgo característico del personaje con el objetivo de ridiculizarlo. La caricatura periodística es la forma de periodismo más antigua conocida junto con el dibujo realista. Aristóteles afirmaba que «representa a los hombres peores de lo que son». Caricatura deriva de la palabra caricare, que significa cargar, o acentuar rasgos y fue empleado por Aníbal Caracci al final del siglo XVI.
Hay ocasiones en las que no se usa el cuerpo entero del personaje sino que se usa la cabeza pero se le añade el cuerpo de algún animal o planta. Un ejemplo es la caricatura publicada en La Caricature de París en 1831, donde el rey Luis Felipe I de Orleans aparecía caracterizado como el personaje cómico Gargantúa, algo por lo que el autor, Honoré Daumier, fue condenado a medio año de cárcel y una multa. 
No deben confundirse muchas de las publicaciones humorísticas que se publican en los periódicos con caricaturas porque en algunas ocasiones son únicamente ilustraciones con toques de humor, es el caso del periódico vespertino El Nacional. Cuando la noticia o editorial se ha escrito con el objetivo de comunicar la muerte de algún literario, político o escritor se elimina el humor de la imagen y se convierte únicamente en una ilustrac

## Historia
Pocos años después de que Carracci propusiera la definición del término, los periódicos, concretamente, Nieuwe Tijdinghen en Amberes (Bélgica), publicó en sus páginas la caricatura de un pastor protestante con un demonio. El objetivo era hacer propaganda político-religiosa.
En 1754 Benjamín Franklin publicó en la Pensylvania Gazette una representación de una culebra. Su objetivo era organizar al norte de América para ir en contra de los indios y de los franceses. Para ello, fraccionó la culebra en ocho partes formando las iniciales del lema “Unión o muerte”. Hay algunos especialistas que sitúan a este dibujo como el antecedente a la infografía.
Francia, con Napoleón y la Revolución Francesa, impulsó las caricaturas, en especial las políticas. Se expandieron también aquellas con intención satírico-moralizante, como por ejemplo “Los Caprichos” de Goya. No era común ver estas caricaturas publicadas en los periódicos franceses, ingleses, rusos o norteamericanos ya que se solían vender en formato de hojas sueltas y de vez en cuando coloreadas a mano.
En el siglo XIX este género terminó de apuntalarse, en especial en Europa debido, sobre todo, a los problemas políticos del que recibía el nombre del “viejo continente”. La política siempre ha sido el tema preferido para realizar las caricaturas. Durante este siglo hubo muchos periódicos que destacaron por el uso de estas caricaturas, entre los que pueden destacarse;  El Figaro in London, La Caricature politique, moral et littéraire, Punch y Le Charivari. Hubo otras muchas como La Silhouette, Le Chat Noir, Vanity Fair, London Figaro o La Via Parissiene. Del mismo modo, muchos caricaturistas destacaron en aquella época, entre ellos: Honoré Daumier, Etienne Carjat, John Tenniel, Gustavo Doré, Alfred Le Petit, Alphone Colomb, John Wilson Berrough o Joseph Keppler.
En el continente americano, las revistas que dieron a conocer esta clase de publicaciones fueron New York Illustrated, News Moonshine y Grip de EE. UU. Al sur, destacó la revista argentina Caras y Caretas, que contaron con la colaboración de artistas españoles y de América.

## Clasificaciones
La caricatura puede ser clasificada de diferentes maneras atendiendo a su finalidad y al medio empleado para su elaboración. Del mismo modo, cabe destacar que pueden mezclarse, lo que quiere decir que puede ser por ejemplo política y personal al mismo tiempo. 

### Finalidad
1. La Caricatura editorial pretende expresar una opinión o un punto de vista, jugando un papel opinativo muy importante dentro del periódico. Evora Tamayo, periodista cubana, define a este tipo de caricatura como el medio por el cual un periódico muestra su opinión sobre acontecimientos de actualidad. La caricatura editorial debe expresar una única idea, debe contener metáforas en las imágenes, las imágenes deben contener un mensaje claro y fuerte así como expresar humor, sátira, burla, ironía y exageración. La información tiene que ser actual, se presentará en una sola viñeta y aparecerá en la sección de opinión.  Para poder llevar a cabo la labor de caricaturista editorial se debe ser creativo, estricto ante las jornadas diarias, estar al tanto de la más próxima actualidad nacional e internacional, tener imaginación, fantasía y sensibilidad, ser fiel a la orientación del periódico y romper el dibujo tantas veces sea necesario para lograr comunicar el mensaje que se quiere expresar en tal publicación.

.
1. Las caricaturas personales son aquellas en las que se refleja a un personaje. En esta ocasión no importa tanto comunicar hechos de actualidad sino provocar una sonrisa en la cara del lector, entendiendo de ese modo cómo ve el caricaturista al personaje. Los gustos, vestimenta o costumbres más destacadas de un personaje es lo que se usa para darle forma en la caricatura. Hay ocasiones en las que se emplea la cabeza de la persona y el cuerpo de un animal, es el caso de políticos corruptos que en ocasiones se les representa con el cuerpo de una lagartija. La primera persona en usar este tipo de caricatura fue William Hogarth, en sus trabajos realizados en Inglaterra en la primera mitad del siglo XVIII. Este tipo de caricatura está muy ligada a la caricatura psicológica, en la que se va más allá de los gestos del personaje y se emplean los rasgos psíquicos que transmitan la personalidad del mismo. Una modalidad que puede encontrarse en esta caricatura es la auto-caricatura. En ella no se escoge a un personaje, sino que es el mismo autor el que se autorretrata a través de rasgos físicos o psicológicos[4]
2. La caricatura política tiene como función la crítica hacia temas sociales, con el objetivo provocar risa a una población que está preocupada con los problemas nacionales. Esta caricatura está muy ligada con la editorial debido a los temas que plantea así como el lugar que ocupa dentro del periódico. Suele abordar diferentes temas como problemas políticos, económicos, laborales, etc.[5]
3. La caricatura costumbrista es aquella en la que se refleja la vida de las personas, es decir, su forma de vida. De esta manera se muestran escenas cotidianas como las esperas en la consulta del médico, desórdenes en las calles, compras en el mercado o la venta de los vendedores ambulantes.
4. La caricatura de ilustración es aquella que se emplea con el objetivo de ilustrar un texto que le acompaña de cualquier género. Este tipo de caricatura puede emplearse en textos informativos, artículos, opinión o crónicas. A pesar de ello, en la última década, este tipo de crónicas se ha empleado para plasmar la opinión del autor sobre el texto, pero su función fundamental es la de ilustrar.[6]

### Medio empleado
1. La caricatura impresa es la más conocida y más usada desde hace siglos. Puede encontrarse en seminarios, magazines, revistas o diarios y al igual que existen periodistas también existe el oficio de caricaturista. Cada caricatura es diferente y en todas ellas puede encontrarse el sello del autor, mostrando a los personajes o las escenas con unos rasgos u otros.
2. La caricatura fotográfica es aquella que se realiza empleando recursos fotográficos. Este estilo no debe confundirse con incluir imágenes en las caricaturas ya que en ese caso lo que se estaría haciendo es combinarlo con trazos de la imagen, llevando estos últimos el peso de la caricatura. Del mismo modo, tampoco pueden confundirse con caricatura las imágenes hechas con tono irónico.
3. La caricatura escultórica fue utilizada por primera vez por el escultor Honoré Daumier.
4. Las caricaturas en radio y televisión reúnen características muy similares. Es uno de los medios más complicados para poder realizar la caricatura ya que a través de la palabra se debe “adornar” los rasgos de algún personaje. Fue en 1940 cuando Rafael Guinand usaba el método de fingir una conversación por teléfono. Este tipo de programas únicamente tienen cabida en programas de humor pero nunca en noticieros. Los programas de humor consisten, al igual que las caricaturas, en criticar algún aspecto de tema social, económico o político y generalmente suelen tener unas características comunes, entre las que se encuentran las siguientes; tener carácter de serie con una trama o argumento. Los protagonistas deben aparecer en todas las escenas siendo el estereotipo de una clase social o teniendo una personalidad muy marcada. Muy importante es que cada episodio tenga como trasfondo la crítica a algún aspecto social, político o económico provocando risas o tristeza en el público. Esto en televisión es más sencillo de realizar ya que cuenta con la ventaja de poder tener la imagen y no solo las palabras para explicar.  Un ejemplo de estos programas televisivos caricaturescos es el programa Splitting Image, realizado en Inglaterra en los años 80. Se convirtió en el símbolo de protesta satírica contra el gobierno de Margaret Thatcher. Al extenderse Canal+ en España, ésta decidió arriesgar con sus propios muñecos en TVE  y tal fue el éxito que presentaron las campanadas en fin de año.
5. Los textos caricaturescos, a través de las palabras, describen a los personajes en tono de burla o de ironía. Estas últimas no deben confundirse con las caricaturas realizadas a base de palabras, ya que en ese caso, sigue siendo un dibujo pero con los trazos o contornos realizados con letras.[6]